# Ambasada Rzeczypospolitej Polskiej w Zjednoczonym Królestwie Wielkiej Brytanii i Irlandii Północnej z siedzibą w Londynie
Ambasada Rzeczypospolitej Polskiej w Zjednoczonym Królestwie Wielkiej Brytanii i Irlandii Północnej z siedzibą w Londynie (ang. Embassy of the Republic of Poland in London) – polska misja dyplomatyczna w stolicy Wielkiej Brytanii.

## Podział organizacyjny
- Wydział Polityczny (ang. Political Section)
- Wydział Ekonomiczny (ang. Economic Section), 10 Bouverie Street, London EC4Y 8AX
- Ataszat Obrony (ang. Defence Attaché Section)
- Oficer łącznikowy Policji (ang. Police Liaison Officer)
- Referat Mediów i Promocji (ang. Media and Public Diplomacy Office)
- Wydział Konsularny (ang. Consular Section), 10 Bouverie Street, London EC4Y 8AX
- Instytut Kultury Polskiej (ang. Polish Cultural Institute), 10 Bouverie Street, London EC4Y 8AX
- Szkolny Punkt Konsultacyjny im. Lotników Polskich przy Ambasadzie RP (ang. Polish School), 11–13 Lancaster Grove, Londyn NW3 4EU
- Polski Ośrodek Informacji Turystycznej (ang. Polish National Tourist Office), Westgate House, West Gate, London W5 1YY

## Okręg konsularny
Kompetencja terytorialna Wydziału Konsularnego Ambasady RP: Bedfordshire, Berkshire, Bristol, Buckinghamshire, Cambridgeshire, Cornwall, Devon, Dorset, East Sussex, Essex, Gloucestershire, Wielki Londyn, Hampshire, Herefordshire, Hertfordshire, Kent, Norfolk, Northamptonshire, Oxfordshire, Somerset, Suffolk, Surrey, Warwickshire, West Sussex, Wiltshire, Worcestershire, West Midlands, Isle of Wight, Wyspy Normandzkie (Jersey, Guernsey), Gibraltar oraz terytoria zamorskie (BOT).
Obsługę konsularną na pozostałym obszarze Wielkiej Brytanii zapewniają: Konsulat Generalny RP w Belfaście, Konsulat Generalny RP w Edynburgu, Konsulat Generalny RP w Manchesterze.

## Siedziba
Historia stosunków dyplomatycznych pomiędzy Polską i Wielką Brytanią sięga XVI wieku. Pod koniec XVIII wieku polskie przedstawicielstwo dyplomatyczne mieściło się np. przy Manchester Square.
Po I wojnie światowej w 1919 stosunki dyplomatyczne reaktywowano. Początkowo ambasada mieściła się przy Grosvenor Square 45. Od 1921 jej siedzibą jest budynek przy Portland Place 47. Zbudowany (1773–1794?) w stylu georgiańskim według projektu Roberta Adama wielokrotnie zmieniał właścicieli, m.in. w latach 1831–1834 pełnił funkcję ambasady francuskiej, do 1921 mieszkał tu ósmy baron Howard de Walden.
Budynek był też siedzibą polskiej ambasady w okresie II wojny światowej. Do czasu zbombardowania w 1940 pełnił też funkcję siedziby rządu Rzeczypospolitej Polskiej na uchodźstwie. Po odbudowaniu pełnił rolę ambasady, również i obecnie.
Pierwsza siedziba konsulatu RP w Londynie mieściła się przy Upper Montagu Street 2 Russel Square (1919–1939), Thornhaugh Street 2 Russel Square (1939), przy Portland Place (1939–), następnie przy New Cavendish Street 73 (–2014). Od 2014 wydział konsularny Ambasady mieści przy 10 Bouverie Street.